# Deutsche Kriegsverbrechen in Jugoslawien
Die deutschen Kriegsverbrechen in Jugoslawien wurden von den deutschen Streitkräften (Wehrmacht und Waffen-SS) während des Zweiten Weltkrieges im Zeitraum 1941 bis 1945, nach der der Besetzung Jugoslawiens im Balkanfeldzug sowie während des Partisanenkriegs im besetzten Jugoslawien begangen. Hierbei wurden die meisten Verbrechen von Deutschen begangen, aber auch slawische Hilfstruppen (Kroatische Legion, 13. SS-Division, Serbisches Freiwilligen-Korps) unter deutscher Flagge begingen Kriegsverbrechen in Jugoslawien.

## Gesamttendenzen

### Sühnequoten
Am 28. April 1941 befahl Generaloberst Maximilian von Weichs die Tötung von 100 Zivilisten für jeden bei Partisanenangriffen geschädigten deutschen Soldaten. Dieser Befehl wurde im September von Generalfeldmarschall Keitel im Sühnebefehl des OKW bestätigt und präzisiert. Diesen Befehl, der in der Nachkriegsliteratur häufig als Beweis der deutschen Brutalität herangezogen wurde, übertrafen einzelne deutsche Einheiten sogar noch: Obwohl sie nur einen Gefallenen erlitten hatte, tötete die 342. Infanterie-Division in ihrem Zuständigkeitsbereich bis zum 30. September statt den befohlenen 100 insgesamt 830 Menschen in Massenerschießungen, woraufhin die Feindlageoffiziere der Division ihre Truppenführer darauf hinwiesen, dass durch Massenexekutionen stets auch verwertbare Informationen verloren gehen.
Am 22. Dezember 1943 erging ein Erlass des Oberbefehlshabers Südost, der in Serbien die bisherigen Sühnequoten aufhob und den deutschen Befehlshabern vor Ort erstmals Ermessensspielraum für Repressalien und Geiselerschießungen gab. Dieser von Hermann Neubacher betriebene Deeskalationskurs trug dazu bei, zum Jahreswechsel 1943/44 die Krise in Serbien etwas zu entspannen. Jeder Versuch, die gleiche Politik auf dem Territorium des NDH-Staats durchzusetzen, war jedoch aufgrund der stärkeren Position der Volksbefreiungsarmee, der schwächeren Position der Tschetniks und der unnachgiebigen Härte der Ustascha-Regierung zum Scheitern verurteilt.

### Entspannungs- und Radikalisierungszyklen deutscher Besatzungspolitik
Während der ersten Phase der deutschen Besatzung in Jugoslawien (April/Mai 1941) gab es nur wenige Zusammenstöße zwischen den Besetzten und der Besatzungsmacht; die deutschen Stellen erkannten zwar die ersten Widerstandsbewegungen, analysierten diese aber primär als Reaktion auf die brutale Gewaltherrschaft der mit Deutschland verbündeten Ustascha-Milizen in Kroatien und Bosnien-Herzegowina. Die deutsche Besatzung Serbiens stellte in dieser Anfangsphase sogar einen Stabilisierungsfaktor dar, da die Truppen der Wehrmacht den Zugriff der Ustascha-Milizen zumindest auf Gebiete außerhalb des NDH-Staats abblockten.
Während des Aufstands in Serbien (September – Oktober 1941) stieg die Anzahl deutscher Massaker und Gewaltakte gegen die Zivilbevölkerung erstmals drastisch an. Besonders bekannt wurden die Massaker von Kraljevo und Kragujevac, in denen über 4.000 Zivilisten ermordet wurden. Die Massaker machten besonders aus Kragujevac ein Symbol des serbischen Widerstands (ähnlich der Rolle, die später Lidice und Oradour-sur-Glane spielen sollten) und heizten den Wehrwillen der serbischen Bevölkerung weiter an. Sowohl Harald Turner als auch Felix Benzler mahnten eine Mäßigung der deutschen Fronttruppen an; als Franz Reith die Unterstützung der Wehrmacht für Massenexekutionen im Banat anfragte, lehnte Turner dies ab.
Mit dem Unternehmen „Trio“ (April 1942) begann eine Übergangsphase bei den deutschen Kriegsverbrechen in Jugoslawien, bei der die Zahl von Geiselerschießungen und Häuserverbrennungen erstmals deutlich zurückgeschraubt wurde, um den Zulauf zu den Widerstandsbewegungen einzudämmen. Das während des Sommers 1942 geringe Interesse der NS-Führung erlaubte den Befürwortern einer milderen und kollaborationsförderlicheren Gangart gegenüber der Zivilbevölkerung, den Frontverbänden Restriktionen in der Anwendung von Repressalien aufzuerlegen. Sowohl Geiselerschießungen als Sühne als auch die Verbrennung von Behausungen und die Exekution von Überläufern wurden untersagt. Im September 1942 kam es erstmals zu einem Gefangenenaustausch zwischen der Wehrmacht und der Partisanenbewegung. Diese Entspannungsphase endete erst im September und Oktober 1942, durch eine Intervention Hitlers sowie durch den Kommandobefehl vom 18. Oktober.
Als am 18. Oktober 1942 von Hitler der Kommandobefehl erlassen wurde, versah der Oberbefehlshaber Südost Generaloberst Alexander Löhr ihn für Jugoslawien mit einer Zusatzinstruktion, die vermutlich auf die Besprechung vom 23. September im Führerhauptquartier zurückzuführen war: „Erst wenn jeder Aufständische weiß, daß er in keinem Falle mit dem Leben davonkommt, ist zu erwarten, daß die Besatzungstruppen Herr jeder Aufstandsbewegung werden.“ Durch diese Wiederanordnung von Exekutionen und härtestmöglichen Repressalien war die Arbeit, die General der Artillerie Paul Bader, Militärbefehlshaber in Serbien, und Generalmajor Johann Fortner, Kommandeur der im besetzten Jugoslawien eingesetzten 718. Infanterie-Division, seit März unternommen hatten, um die Partisanen und insbesondere die Tschetniks vom Kampf bis zum Tod abzuhalten und zum freiwilligen Überlaufen zu motivieren, zunichtegemacht. Die Entspannungsphase in der Besatzungspolitik der Wehrmacht war damit beendet.
Ab August 1943 zeichnete sich eine erneute Kursänderung in der deutschen Repressionspolitik ab, da die Führung der deutschen Besatzungsmacht nach der Reradikalisierung im September/Oktober 1942 jetzt erneut Restriktionen einführte, denen zufolge Aufständische nur noch unter besonderen Umständen zu erschießen seien. Am 18. August erfolgte ein entsprechender Befehl des OKW, nachdem am 6. August der Kommandierende General in Serbien, General der Infanterie Franz Böhme, befohlen hatte, Aufständische nur noch in Ausnahmefällen direkt zu erschießen. Diese „Neue Politik“ wurde in der Folge besonders von Neubacher, der ab dem 24. August der Sonderbevollmächtigte des Auswärtigen Amtes für den Südosten war, intensiv beworben. Durch die von Neubacher betriebene Drosselung der Zahl von Geiselerschießungen sollte besonders eine Verhandlungsbasis mit den Mihailović-Tschetniks geschaffen werden, sodass sich die deutschen Truppen mit diesen gegen die Volksbefreiungsarmee zusammenschließen konnten. Zum Jahreswechsel 1943/44 fanden Kriegsverbrechen der deutschen Truppen bei ihren eigenen Kommandeuren weite Beachtung, was eine Reduktion der Zahl der Massaker im Vergleich zur vorherigen Phase impliziert.
Eine einheitliche Durchsetzung der Neubacher-Politik war jedoch nicht gegeben; so hatte Generaloberst Lothar Rendulic als Kommandeur der 2. Panzerarmee in Kroatien ohne Rücksprache mit den NDH-Behörden oder dem Auswärtigen Amt einen Befehl herausgegeben, dass bei Sabotageakten 50 Geiseln zu erschießen seien. Die Zahl der Kriegsverbrechen und Massaker nahm bis Sommer 1944 aber wieder stark zu, da sich die deutschen Truppen mittlerweile auf dem Rückzug vor der erstarkten Volksbefreiungsarmee befanden.

## Politische Strukturen
Zur Umsetzung der deutschen Gewaltherrschaft im besetzten Serbien wurden dort Dienststellen wie mit dem Militärverwaltungsgebiet Serbien unter der Führung von Harald Turner eingerichtet, die zum Beispiel die deutsche Judenpolitik in Serbien durchsetzen sollte. Der Diplomat Felix Benzler wurde vom Auswärtigen Amt als Bevollmächtigter nach Serbien geschickt, um diplomatische Aspekte der „Judenfrage“ zu beobachten und zu klären.
Die Sicherheitspolizei unterhielt eine eigene Einsatzgruppe Jugoslawien (EG-J) unter Führung von SS-Oberführer und Oberst der Polizei Wilhelm Fuchs, die unter dem Kommando eines Einsatzkommandos in Belgrad stand. Das Einsatzkommando und die EG-J wurden im Oktober 1941 verschmolzen und unterstützten nachfolgend auch die Geheime Staatspolizei, die in Belgrad mit sechs Sektionen vertreten war, von denen sich eine ausschließlich auf die Judenpolitik konzentrierte. Mit dem Aufbau einer serbischen Kollaborationsregierung in Belgrad kam auch der Aufbau einer Serbischen Gendarmerie unter Dragomir Jovanović, die zunächst aus 3000 Beamten bestand und die den Deutschen zuarbeiten sollte. Die Serbische Spezialpolizei (OSP) arbeitete hierbei der deutschen Sicherheitspolizei zu. Im August 1941 wurde unter Milan Nedić die kollaborationistische Regierung der nationalen Rettung aufgebaut, die den Deutschen weitere Zuarbeit leistete.
Die Deutschen betrieben in Serbien mehrere Gefängnisse und Internierungslager, die ab Juni 1941 aufgebaut wurden. Solche Lager befanden sich bei Belgrad, Šabac, Niš und Belgrad-Zemun. Das Anhaltelager Dedinje wurde Anfang Juli 1941 in Belgrad-Banjica errichtet. Mitte Juli kam das Anhaltelager Šabac und im September das Anhaltelager Niš dazu. Im Oktober 1941 wurde das Judenlager Semlin (KZ Sajmište) aufgebaut.

## Militärische Verbände
Die 7. SS-Freiwilligen-Gebirgs-Division „Prinz Eugen“ zeichnete sich mit besonderer Brutalität aus. Die Division wurde Ende September 1942 erstmals wegen ihrer Tendenz zu Massakern gerügt, da die deutschen Stabsoffiziere in Jugoslawien eine Verschlechterung der Moral der Zivilbevölkerung befürchteten. Die aus Jugoslawiendeutschen rekrutierte Division „Prinz Eugen“ war unter der slawischen Zivilbevölkerung besonders verhasst. Die Division erhielt Personal aus deutschen Konzentrationslagern als Verstärkung, was die Abstumpfung der Kampfweise der Division noch beschleunigte.
Auch die 13. Waffen-Gebirgs-Division der SS „Handschar“, in der viele Bosniaken dienten, beging ab 1943 disproportional viele Kriegsverbrechen.
Die kurzlebige und während ihrer ganzen Existenz ihren albanischen Gegnern weit unterlegene 21. Waffen-Gebirgs-Division der SS „Skanderbeg“ war hingegen an weniger Kriegsverbrechen beteiligt, wobei als Ausnahme ein Massaker des 28. Juli 1944 an serbischen und montenegrinischen Zivilisten in Velika heraussticht.

## Liste einzelner Kriegsverbrechen in Jugoslawien
- Die deutsche Luftwaffe eröffnete den Balkanfeldzug a, 6./7. April 1941 mit wiederholten Luftangriffen auf Belgrad (Unternehmen Strafgericht), die auf die Zivilbevölkerung abzielten.[15]
- Ab April 1941 unterstützten die Deutschen die kroatischen Ustascha beim Aufbau eines kroatischen Systems von Konzentrationslagern, zu denen Lepoglava, Gospić, Jastrebarsko, Loborgrad und schließlich der Lagerkomplex Jasenovac gehörten. Reichsdeutsches Personal war am Betrieb dieser KZs nicht direkt beteiligt, doch die gesamte Organisation der kroatischen Konzentrationslager orientierte sich am deutschen Modell. Die erste Generation der kroatischen KZ-Führer um Vjekoslav Luburić war in Deutschland weitergebildet worden.[16]
- Nachdem die Deutschen im April 1941 die Stadt Belgrad, das Zentrum der jüdischen Gemeinde in Serbien, erobert hatten, wurde die örtliche jüdische Bevölkerung mehrere Wochen lang das Ziel von Plünderungen durch deutsche Soldaten.[6]
- Ab April 1941 begannen die Deutschen im von ihnen annektierten Teil Sloweniens (CdZ-Gebiet Kärnten und Krain, CdZ-Gebiet Untersteiermark) mit der Zwangsdeportation von mindestens 6750 Personen nach Serbien.[12]
- Am 16. April 1941 befahl Hans Helm, der Gestapo-Chef des Einsatzkommandos Belgrad, die Registrierung aller Juden in Belgrad. Der Militärbefehlshaber Belgrad befahl am 21. April den Aufbau einer jüdischen Arbeitseinheit, in der die Belgrader Juden für bis zu achtzehn Stunden am Tage Zwangsarbeit leisten mussten.[6]
- Am 21. und 22. April 1941 exekutierten Soldaten des Infanterie-Regiments „Großdeutschland“ insgesamt 36 Zivilisten in Pančevo.[17][18]
- Am 25. April 1941 befahl der Militärbefehlshaber im Banat die Übergabe sämtlichen jüdischen Eigentums an die Behörden der Wehrmacht.[6]
- Am 9. Mai 1941 töteten deutsche Soldaten im Park von Sanski Most insgesamt 27 serbische Zivilisten durch Erhängen. Die Leichen wurden nach den Exekutionen an den Bäumen belassen, um die Bevölkerung zu demoralisieren.[19]
- Am 30. Mai 1941 traten in Serbien formell die Nürnberger Gesetze in Kraft;[6] die Juden im deutsch besetzten Serbien wurden nachfolgend der Arisierung ihres Privateigentums unterworfen.[12]
- Mitte August begann in der deutsch besetzten Provinz Banat die massenhafte Festnahme der jüdischen Bevölkerung, die gemeinsam mit Romani in ein Lager nach Belgrad-Autokomanda gebracht wurde, wo sie als „Geiselreservoir“ für Geiselerschießungen dienten. So gut wie alle Insassen wurden erschossen.[12]
- Während einer Offensive in der Mačva (September/Oktober 1941) ermordeten deutsche Soldaten, besonders der 342. Infanterie-Division, mindestens 1130 Zivilisten.[2]
- Nachdem die Soldaten der 342. Infanterie-Division am 25. Oktober die Partisanen-Belagerung der Stadt Valjevo brachen, deportierte die deutsche Besatzungsmacht bis zu 25.000 Zivilisten ins KZ Šabac, wo etwa 6000 von ihnen in der Folge ermordet wurden.[6]
- Während einer Offensive in den Cer-Bergen (Oktober 1941) ermordeten deutsche Soldaten der 342. Infanterie-Division mindestens 1081 Zivilisten.[2]
- Während einer Offensive gegen die Stadt Krupanj (Oktober 1941) ermordeten deutsche Soldaten der 342. Infanterie-Division mindestens 1800 Zivilisten.[2]
- Im Oktober 1941 wurden die männlichen Insassen des deutschen Anhaltelagers Šabac als Teil einer „Strafexpedition“ Opfer von Massenerschießungen.[12]
- Massaker von Kraljevo und Kragujevac (15. bis 22. Oktober 1941)
  - Zwischen dem 15. und 18. Oktober ermordeten deutsche Soldaten der 704. Infanterie-Division in Kraljevo mindestens 1775 Menschen, von denen der größte Teil Zivilisten waren, in der örtlichen Eisenbahnwaggonfabrik.[6]
  - Am 19. Oktober brannten Soldaten der 714. Infanterie-Division vier Dörfer um Kragujevac nieder und erschossen währenddessen 422 Menschen aller Geschlechter und Altersklassen. Am 21. und 22. Oktober ermordeten die Deutschen insgesamt 2324 weitere Menschen in mehreren Gruppen in Kragujevac.[6]
- Nachdem die Partisanen am 29. November 1941 die Republik Užice aufgaben, ließen sie viele ihrer etwa 1000 Verwundeten in der Obhut serbischer Dorfbewohner zurück. Von diesen Zurückgelassenen wurde ein Großteil von der deutschen Polizei sowie ihren Kollaborateuren aufgespürt und die meisten hingerichtet.[6]
- Am 8. Dezember 1941 gaben die deutschen Besatzungsbehörden den Befehl, alle in Freiheit verbliebenen Juden in Serbien (zu diesem Zeitpunkt fast ausschließlich Frauen und Kinder) ins Judenlager Semlin zu deportieren.[12]
- Am 22. Dezember 1941 wurde es von den deutschen Besatzungsbehörden in Serbien bei Todesstrafe verboten, Juden zu verstecken.[12]
- Nachdem am 12. Februar 1942 ein Ausbruchsversuch der Insassen des Anhaltelagers Niš scheiterte, wurden die männlichen Insassen des Lagers erschossen.[12]
- Zwischen März und Mai 1942 wurden die Insassen des Judenlagers Semlin in Gaswägen ermordet.[12]
- Am 5. Oktober 1942 brannten Soldaten der Division „Prinz Eugen“ die Ortschaft Kriva Reka nieder.[11]
- Im Juli 1943 ermordeten Soldaten der 1. Gebirgs-Division in Massakern in Borova und Barmash (Massaker von Borova) in Südalbanien insgesamt zwischen 450 und 500 Personen.[13]
- Am 12. Juli 1943 exekutierten Soldaten der Division „Prinz Eugen“ 40 Einwohner des Dorfes Kosutica, die sie der Kollaboration verdächtigten.[11]
- Im September 1943 verübten die Soldaten der Division „Prinz Eugen“ mehrere Massaker in Dalmatien. Sie töteten dabei in den Dörfern Košute, Brnaza, Garduna, Turjaka, Jabuka/Apfeldorf, Velić, Lećevica und Muć insgesamt über 500 Dorfbewohner. Die Tötung kroatischer Dorfbewohner provozierte einen Protest durch den stellvertretenden kroatischen Gesandten in Berlin, Dr. Tomislav Samugnać.[11]
- Während des Unternehmens Kugelblitz (Dezember 1943) beging das Regiment 28 der Division „Handschar“ in mindestens 23 Ortschaften Massaker mit jeweils zwischen 14 und 240 Opfern, wobei insgesamt mindestens 1124 Menschen ermordet wurden.[14]
- Nach dem Abschluss des Unternehmens „Herbstgewitter III“ im Januar 1944 wurden 220 gefangene Soldaten der Volksbefreiungsarmee von der Wehrmacht in einer Massenerschießung ermordet. Diese Massenerschießung fand bei deutschen Kommandobehörden große Beachtung, was impliziert, dass solche Aktionen im Vergleich zu den Jahren 1941/42 seltener geworden waren.[3]
- Im Februar 1944 betätigten sich die bosniakischen Soldaten der Division „Handschar“ an mehreren Massakern serbischer Dörfer im westlichen Syrmien. Die „Handschar“ ermordete 360 Zivilisten in Sremska Rača, 160 in Bosut und 70 weiter in Jamena.[14]
- Am 11. März 1944 erhielten Soldaten der SS-Division „Prinz Eugen“ Handlungsfreiheit für Massaker in den Dörfern Tulje, Mrkonjići, Drjenjani, Dračevo und Dubljani im heutigen Bosnien-Herzegowina.[11]
- Am 28. März 1944 massakrierten Soldaten der SS-Division „Prinz Eugen“ sowie mit ihnen kollaborierende Tschetniks die Einwohner mehrerer Dörfer in Dalmatien im Raum Knin, besonders der Dörfer Otok, Gruda und Dolac. Es wurden insgesamt über 2000 Menschen in 22 Ortschaften ermordet.[11] Das Massaker löste eine Krise zwischen dem Deutschen Reich und Ustascha-Kroatien aus, in deren Folge Stijepo Perić als kroatischer Außenminister entlassen wurde.[4] Das Massaker von Otok wurde später auch in den Nürnberger Prozessen explizit erwähnt.[11]
- Im März und April 1944 war die SS-Division „Handschar“ in einem Befriedungsraum zwischen den Flüssen Drina, Spreča und Bosna in Ostbosnien stationiert. In dieser Zeit ermordeten Divisionsangehörige im Dorf Zabrđe 260 Menschen, in Lopare 220 und in Trnovo 70. Dabei sind Morde während Missionen in den Gemeinden Šekovići und Vlasenica noch nicht mitgerechnet.[14]
- Am 28. Juli 1944 töteten Angehörige der 21. Waffen-Gebirgs-Division der SS „Skanderbeg“ zahlreiche Serben und Montenegriner in Velika.[13]

## Gerichtsprozesse
Nach der Vertreibung der Achsenmächte begannen die Militärgerichte der Volksbefreiungsarmee, sowie später die Zivilgerichte der SFR Jugoslawien, mit Kriegsverbrecherprozessen sowie mit tausenden Exekutionen ohne Gerichtsprozess. Kollaborateure wie Gendarmerie-Chef Dragomir Jovanović und KZ-Kommandant Svetozar Vujković wurden in den 1940er-Jahren zum Tode verurteilt. Am 22. Dezember 1946 erfolgten Todesurteile gegen achtzehn hochrangige Polizeibeamte (z. B. Wilhelm Fuchs, Hans Helm, August Meyszner). Am 9. März 1947 verurteilte das Militärgericht der jugoslawischen 3. Armee Harald Turner, seinen Stellvertreter Georg Kiessel sowie den Kommandeur des Reserve-Polizei-Bataillons 64 Adolf Josten zum Tode. Am 31. Oktober 1947 erfolgte ein Todesurteil gegen Heinrich Danckelmann.
Außerhalb Jugoslawiens kam es zu Gefängnisstrafen für Emanuel Schäfer (Westdeutschland), Bruno Sattler (DDR) sowie KZ-Kommandant Herbert Andorfer (Österreich).